# Chase Tower (Phoenix)
Chase Tower – wieżowiec w Phoenix, w stanie Arizona, w Stanach Zjednoczonych, o wysokości 148,1 m. Budynek został otwarty w 1972 i liczy 40 kondygnacji.